# Vickers E
Vickers E (Vickers Mark E, Vickers 6-Ton) – czołg lekki z okresu międzywojennego, produkowany przez brytyjską firmę Vickers na eksport do wielu krajów świata. Była to jedna z bardziej znaczących konstrukcji czołgów w historii rozwoju tej broni – przed II wojną światową był najszerzej rozpowszechnionym typem czołgu na świecie po Renault FT-17; dał też początek czołgom T-26 i 7TP. Czołgi te używane były też w Wojsku Polskim.

## Historia rozwoju
Prototyp czołgu lekkiego Vickers 6-Ton, oznaczonego też jako Vickers Mark E – model E (w skrócie: Mk E lub Vickers E), został zaprojektowany i zbudowany w 1928 roku w brytyjskich zakładach zbrojeniowych Vickers-Armstrongs Ltd, z własnej inicjatywy firmy. Wśród jego konstruktorów znajdowali się słynni brytyjscy konstruktorzy John Carden i Vivian Loyd. Czołg zaprojektowano w dwóch zasadniczych odmianach: jako pierwsza powstała dwuwieżowa Type A (lub Alternative A), uzbrojona w dwa karabiny maszynowe w osobnych wieżach, a w 1930 roku doszła do niej jednowieżowa Type B (Alternative B). Nowością było to, że czołg Mark E Type B jako pierwszy w świecie uzbrojony był w działko sprzężone w wieży z karabinem maszynowym, co pozwalało na jednoczesne naprowadzanie obu broni przy użyciu tych samych przyrządów celowniczych oraz natychmiastową zmianę używanej broni, w zależności od aktualnie zwalczanego celu. Rozwiązanie to było nazwane duplex mounting.
Uzbrojony w krótkolufowe działko kaliber 47 mm, czołg w wersji jednowieżowej dysponował dużą siłą ognia, zwłaszcza przy zastosowaniu pocisków burzących. W momencie projektowania jego opancerzenie było lepsze od brytyjskich czołgów średnich Medium Mark II z połowy lat dwudziestych, był on przy tym mniejszy, szybszy i odznaczał się zwartą konstrukcją. Rozmieszczenie trzyosobowej załogi i jej podział zadań były racjonalne. Nowatorskie i bardzo proste oraz zapewniające płynność jazdy było opatentowane zawieszenie czołgu, które składało się z dwóch resorowanych zespołów po każdej z jego stron. Każdy z zespołów zawieszenia składał się z dwóch resorowanych wózków i był niezależnie zawieszony wahliwie na osi. Prototyp czołgu był prawdopodobnie napędzany silnikiem Dorman chłodzonym wodą, o mocy 80 KM, w podwyższonym przedziale bojowym, lecz w modelu produkcyjnym zastąpiono go przez chłodzony powietrzem silnik Armstrong-Siddeley o takiej samej mocy.
Czołg 6-tonowy był testowany przez armię brytyjską, lecz został przez nią odrzucony. Otworzyło to jednak możliwości eksportu czołgu, który otrzymał wówczas oznaczenie Mark E – kolejne po eksportowych czołgach średnich Mark C i D (wyprodukowanych w pojedynczych egzemplarzach). W rezultacie szeroko zakrojonej akcji reklamowej Vickersa, czołgi tego typu zostały jednak w ciągu najbliższych lat zakupione, w kolejności, przez: ZSRR, Grecję, Polskę, Boliwię, Syjam, Finlandię, Portugalię, Chiny i Bułgarię. Większość z wyeksportowanych czołgów została w ciągu swojej służby użyta bojowo. Zakłady Vickersa w Elswick zbudowały razem około 153 czołgów Mk E. Pomimo że sprzedawane ilości były niewielkie – od kilku do kilkudziesięciu egzemplarzy, jednakże Polska i ZSRR zakupiły licencję na wytwarzanie tego typu czołgu, na podstawie której w ZSRR wyprodukowano ponad 12 000 rozwiniętych z Vickersa czołgów T-26, a w Polsce opracowano własny ulepszony czołg 7TP. Rozwiązania konstrukcyjne czołgu Vickers, zwłaszcza jego zawieszenia, wywarły ponadto wpływ na wiele innych konstrukcji czołgów na świecie. Uważany jest za czołg, który w okresie międzywojennym wywierał największy wpływ na rozwój innych konstrukcji.
Będąc w momencie rozpoczęcia produkcji jednym z najnowocześniejszych czołgów na świecie, Vickers Mk E pozostał pełnowartościowym czołgiem lekkim aż do początku II wojny światowej. Jego działko, pomimo słabych parametrów przeciwpancernych, było zdatne do walki z większością czołgów tego okresu na małych dystansach. Jedynie opancerzenie czołgu Vickers okazało się niewystarczające w miarę rozwoju środków przeciwpancernych, lecz był to problem większości typów czołgów powstałych do końca lat 30.
Należy podkreślić, że spotykane w publikacjach oznaczenia wersji tego czołgu jako: „Mk A”, „Mk B” są błędne (poprawnie: Mk E Alternative A/B lub Mk E Type A/B, po polsku: typ A/B). Czasami czołgi Mk E późnych serii są błędnie określane jako Vickers Mk F. Czołg Vickers Mark F stanowił w rzeczywistości rozwinięcie czołgu Mark E, z silnikiem Rolls-Royce Phantom II chłodzonym cieczą, umieszczonym po lewej stronie pojazdu, przez co wieżę przesunięto na prawą stronę wydłużonego przedziału bojowego. Zbudowano jednak tylko jeden prototyp tego czołgu, który był testowany w Belgii, lecz nie został zamówiony. Podobny kadłub, z wydłużonym przedziałem bojowym i płytą nad silnikiem umieszczoną pod większym skosem, ale ze zwykłym silnikiem, umieszczonym z tyłu, otrzymały jednak czołgi Mk E późnej produkcji (miały one wieżę po lewej stronie – czołgi tajlandzkie i bułgarskie lub po prawej – czołgi fińskie).

## Użycie

### Polska
Począwszy od 1925 roku poszukiwano nowoczesnego czołgu dla polskiej armii, który mógłby być produkowany w kraju i zastąpić przestarzałe czołgi Renault FT. Jednym z głównych wariantów branych pod uwagę w latach 1925–1928 były czołgi firmy Vickers, przy tym początkowo strona polska zainteresowana była czołgami średnimi Medium Mark II produkowanymi dla armii brytyjskiej, na których eksport firma nie uzyskała zgody władz. Rozważano następnie eksportowe czołgi średnie Vickers Mark C o masie 10,5 ton lub ich ulepszony model. Czołgi te jednak nie do końca spełniały polskie wymogi, a ich ujemną stroną była wysoka cena (ok. 430 000 zł). Pomimo podjęcia w 1927 roku uchwały Komitetu d/s Uzbrojenia i Sprzętu o zakupie 30 czołgów Vickersa, nie doszło wówczas do tego, a w 1928 roku uwagę skierowano na tańszy francuski czołg Renault NC. Dopiero gdy próby jedynego zakupionego egzemplarza Renault NC okazały się rozczarowujące, postanowiono w 1930 roku powrócić do oferty Vickersa, który w międzyczasie opracował lżejszy czołg Mark E.
Czołg Vickers E testowano w Polsce po raz pierwszy w 1930. Pomimo stwierdzonych wad, jak przegrzewający się silnik, cienki pancerz, ciasny przedział bojowy, władze polskie postanowiły zakupić partię czołgów i licencję na ich wytwarzanie. 14 września 1931 podpisano umowę zakupu 38 czołgów Vickers Mk E typ A wraz z licencją na ich produkcję. Cena została początkowo określona na 3800 funtów szterlingów za czołg, a po negocjacjach na 3165 funtów – razem 138 770 funtów (4 301 870 zł), z częściami zapasowymi (w cenie wliczona była licencja). We wcześniejszych publikacjach można było spotkać wersję, że zakupiono 50 czołgów, z czego 12 dostarczono w częściach do montażu, lecz umowa tego nie potwierdza, a żadne czołgi nie zostały zmontowane w Polsce. Z uwagi na stwierdzone wady czołgu, nie podjęto w Polsce jego produkcji, rozpoczęto natomiast prace projektowe nad własnym ulepszonym czołgiem na bazie konstrukcji Vickersa. Rozwój tego projektu, początkowo oznaczonego VAU-33, doprowadził do skonstruowania polskiego czołgu 7TP – z wielu zmian w stosunku do czołgu Vickers, najistotniejszą było zastosowanie nowego silnika Diesla w podwyższonym kadłubie, nieco grubszego opancerzenia oraz przeciwpancernego działka 37 mm Bofors w nowej wieży.

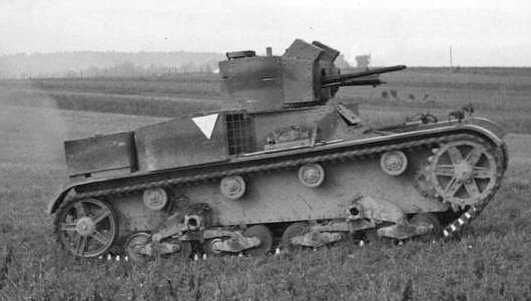
Polski dwuwieżowy czołg Vickers E typ A z widocznymi zamontowanymi chwytami powietrza po bokach

Zamówione 38 czołgów Vickers Mk E dostarczono od 29 maja 1932 roku do końca lutego 1933 roku – wszystkie były w wariancie dwuwieżowym (brytyjski typ A). Odbiór ich się opóźnił, gdyż okazało się, że ich płyty pancerne grubości 13 mm mają niższą odporność, niż określona w warunkach technicznych (zostały przebite z brytyjskiego nkm 12,7 mm z odległości 350 m). W konsekwencji Polska zgodziła się na obniżenie wymagań w stosunku do pancerza na nieprzebijalność z odległości 575 m, za to cena czołgów została obniżona do 3165 funtów. Z uwagi zarazem na spadek kursu funta, ostateczny koszt czołgu dwuwieżowego wynosił 98 115 zł. Na żądanie strony polskiej wprowadzono w czołgach w 1934 roku dalsze ulepszenia, przede wszystkim duże chwyty powietrza (nawiewniki) po bokach, za przedziałem bojowym, które poprawiły chłodzenie silnika. Była to cecha charakterystyczna tylko dla polskich Vickersów. Ostateczny odbiór czołgów nastąpił w sierpniu 1934 roku. Początkowo były one uzbrojone w dwa karabiny maszynowe 7,92 mm Hotchkiss wz.25, lecz w maju 1933 roku zdecydowano 16 z nich uzbroić w nkm 13,2 mm Hotchkiss wz. 30, a dalsze 6 – tymczasowo w krótkolufowe francuskie działko 37 mm wz. SA, przy czym w obu wersjach w lewej wieży pozostał karabin maszynowy kalibru 7,92 mm. Zdecydowano także o wymianie karabinów maszynowych wz. 25 na chłodzone wodą wz. 30, lecz przeciągnęło się to w części czołgów do kolejnego roku.

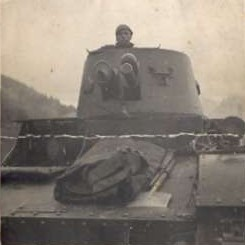
Polski jednowieżowy czołg Vickers E typ B, ok. 1938

W celu wzmocnienia siły ognia, jeszcze 9 listopada 1932 roku zdecydowano przebudować 22 czołgi na wersję jednowieżową (typ B) i w tym celu zakupiono brytyjskie wieże, uzbrojone w działko 47 mm. Sprzężonym uzbrojeniem był polski km wz. 30. Wieże te dostarczono w marcu 1934 roku i następnie do 1935 roku 22 czołgi zostały przebudowane na jednowieżowe. Pozostałe 16 czołgów dwuwieżowych pozostało uzbrojone w wkm 13,2 mm wz. 30 i km 7,92 mm wz. 30. Wreszcie, w 1937 roku wycofano wkm 13,2 mm z broni pancernych i czołgi dwuwieżowe otrzymały ostateczne uzbrojenie w dwa karabiny maszynowe 7,92 mm wz. 30.
W 1939 Wojsko Polskie dysponowało 22 czołgami jednowieżowymi i 16 dwuwieżowymi. Z powodu intensywnego szkolenia większość czołgów była dość zużyta. Polskie czołgi Vickers zostały użyte podczas akcji zajęcia Zaolzia w 1938 roku. Podczas kampanii wrześniowej 1939, czołgi Vickers zostały rozdzielone pomiędzy dwie kompanie czołgów lekkich jedynych dwóch polskich brygad zmotoryzowanych. Po 16 czołgów tworzyło 121. Kompanię Czołgów Lekkich 10 Brygady Kawalerii (zmotoryzowanej) i 12. Kompanię Czołgów Lekkich Warszawskiej Brygady Pancerno-Motorowej (WBP-M).

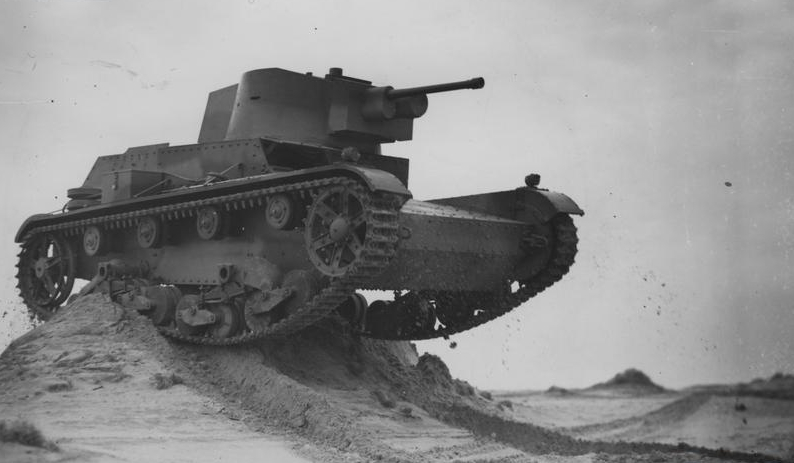
7TP polski czołg, który powstał w wyniku modernizacji Vickersa E

121. Kompania Czołgów Lekkich (dowódca: por. Stanisław Rączkowski) walczyła od 1 września 1939, będąc jedynymi czołgami 10 Brygady Kawalerii, nie licząc tankietek. Początkowo wspierały one oddziały Brygady w Beskidzie Sądeckim, w intensywnych walkach opóźniających przeciwko oddziałom dwóch niemieckich dywizji pancernych i dywizji górskiej. Kilka czołgów zostało przy tym zniszczonych, zadały one też straty nieprzyjacielowi. 8 września kompania czołgów, której skończyło się paliwo, odłączyła się na szlaku odwrotu od Brygady, a następnie uległa podziałowi. Czołgi tej kompanii uczestniczyły później w obronie Kolbuszowej 9 września, a następnie, w składzie oddziałów Grupy Operacyjnej „Boruta”, w boju pod Oleszycami 15 września i forsowaniu rzeki Tanew. Wszystkie zostały zniszczone lub zdobyte przez Niemców.
Czołgi Vickers 12. Kompanii Czołgów Lekkich Warszawskiej Brygady Pancerno-Motorowej, pod dowództwem kpt. Czesława Bloka, weszły do walki 13 września w okolicy Annopola. Następnie wzięły udział w kilku potyczkach, np. niszcząc dwa samochody pancerne w Krasnobrodzie. W końcu, ostatnie czołgi Vickers 12. Kompanii zostały zniszczone podczas dwudniowych ataków Brygady na Tomaszów Lubelski 18–19 września (bitwa pod Tomaszowem Lubelskim).

### Finlandia

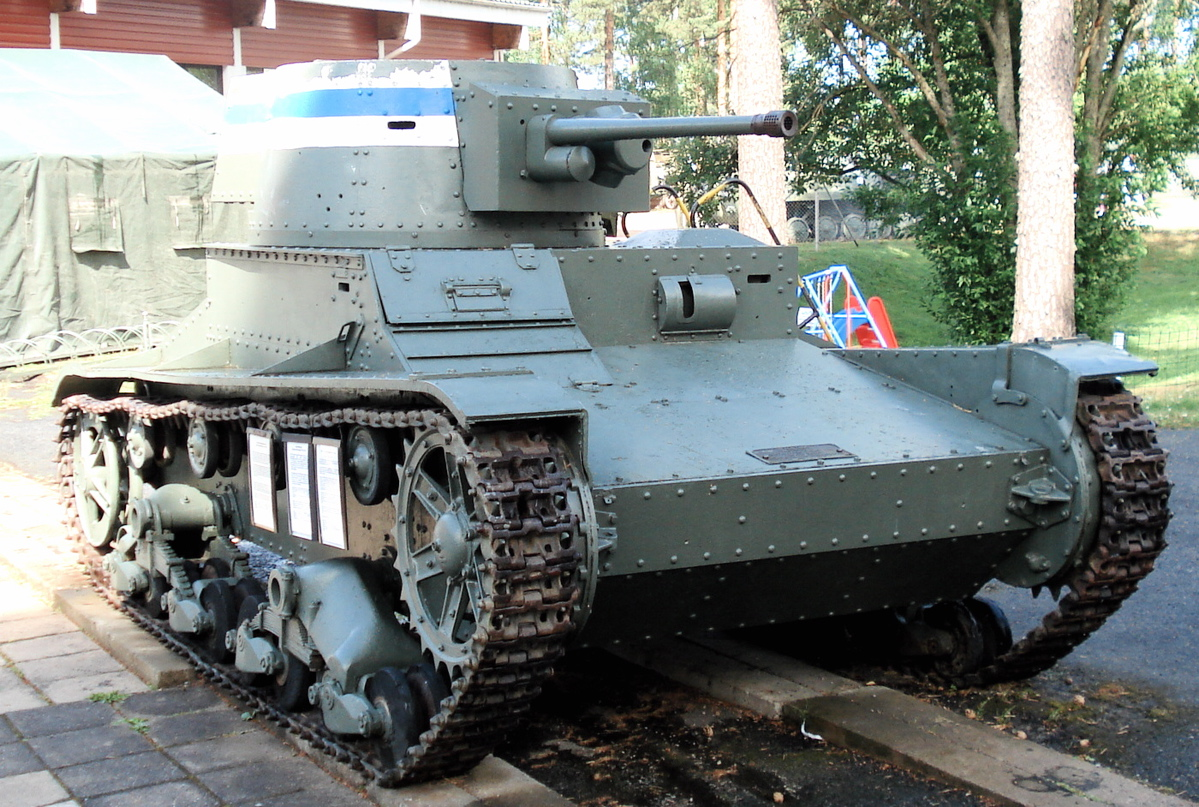
Fiński Vickers z działem 37 mm Boforsa w Muzeum Czołgów w Parola

Innym ważnym użytkownikiem czołgów Vickers była Finlandia. Razem zakupiła 33 jednowieżowe czołgi tego typu. Na ich uzbrojenie wybrano nowoczesne szwedzkie działko przeciwpancerne 37mm Bofors L/45 (podobne, jak w polskim 7TP), w dotychczasowej zmodyfikowanej wieży. Czołgi fińskie miały nowsze kadłuby, z dłuższym przedziałem bojowym. Montowano w nich także z przodu kadłuba pistolet maszynowy 9 mm Suomi, obsługiwany przez dodatkowego członka załogi.

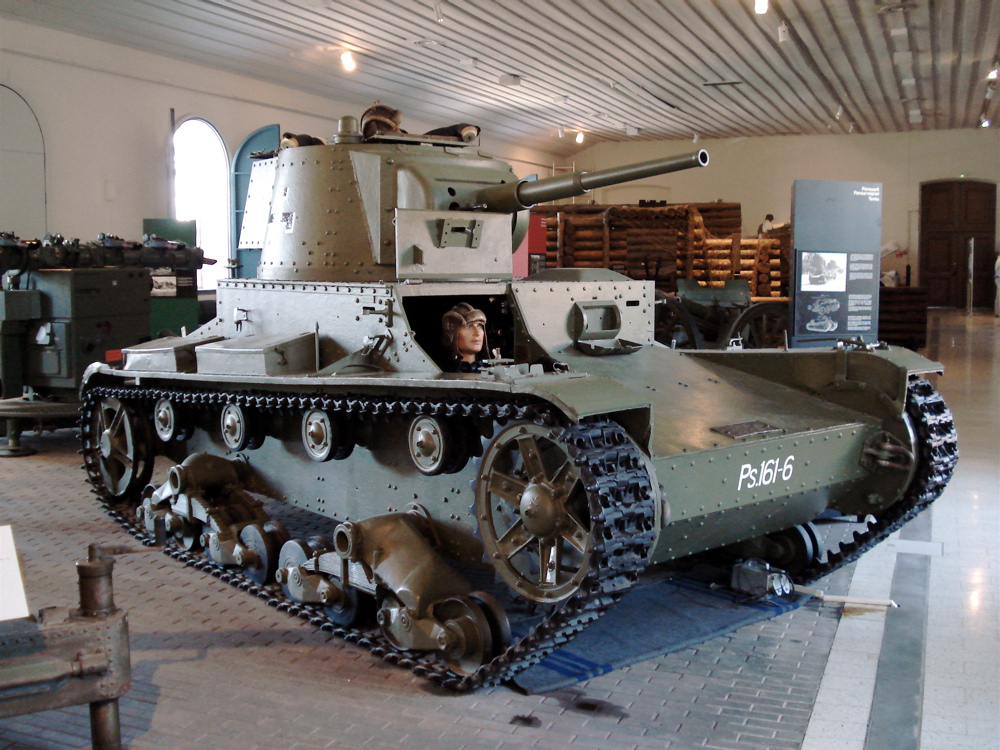
Fiński Vickers z działem 45 mm (T-26E) w muzeum w Helsinkach

Podczas radziecko-fińskiej wojny zimowej 1939-40 użyto tylko jednej kompanii tych czołgów, ponieważ większość nie miała w pełni skompletowanego uzbrojenia. Posłużyły one głównie w nieudanym ataku na Honkaniemi 26 lutego 1940. Straty Vickersów w czasie wojny zimowej wyniosły 8 czołgów. Po zakończeniu wojny zimowej, Finowie przezbroili posiadane czołgi Vickers Mk E w radzieckie długolufowe działka 45 mm 20K, stosowane w zdobytych przez nich w znacznej ilości zbliżonych konstrukcyjnie czołgach T-26. Przebudowane czołgi Vickers Finowie oznaczyli jako T-26E. Były one używane następnie w wojnie kontynuacyjnej przeciwko ZSRR (1941–1944). Czołgi te pozostały na uzbrojeniu do 1959 roku, używane wtedy już do szkolenia.

### Chiny

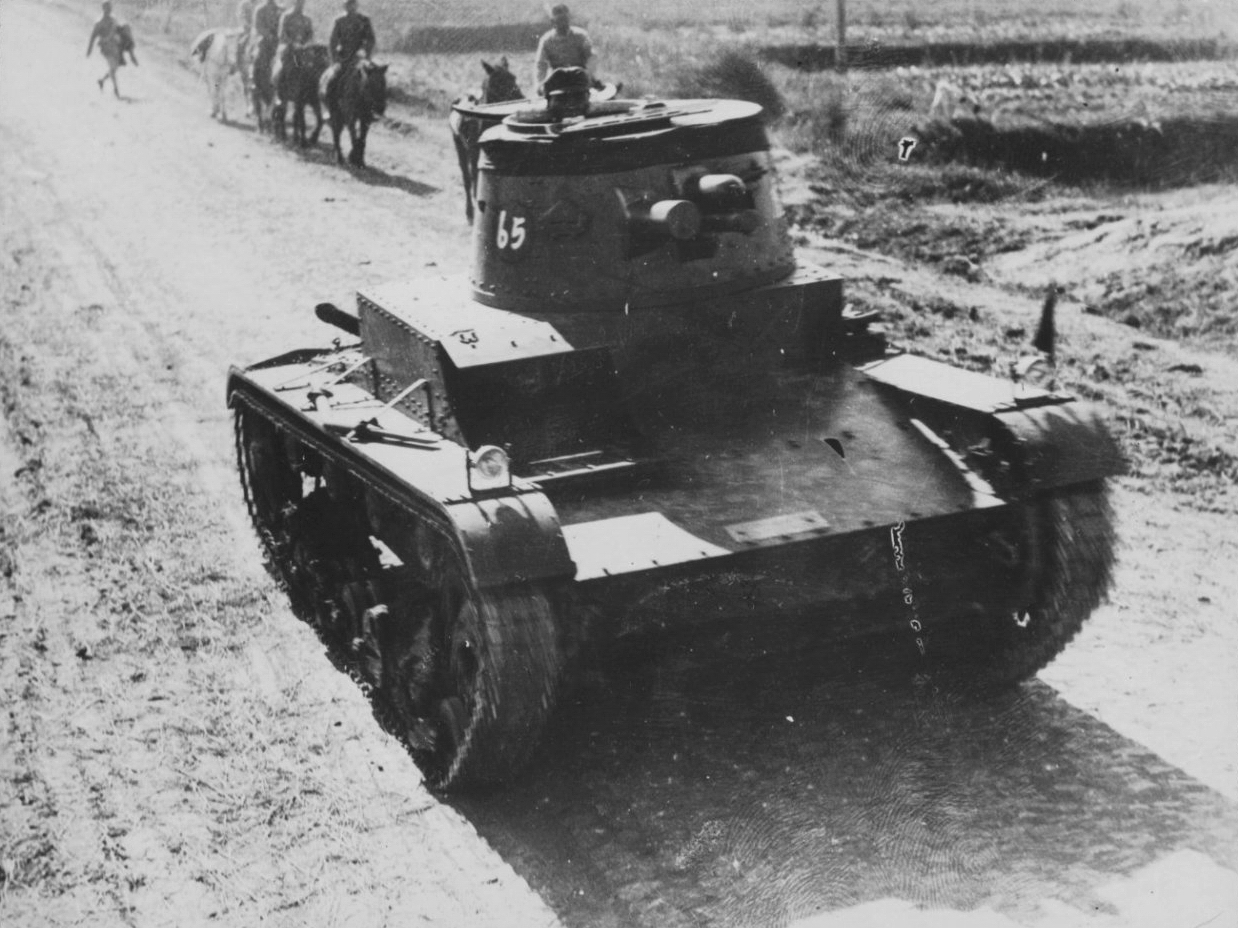
Chiński Vickers Mk E typ B

Chiny posiadały 20 jednowieżowych czołgów Vickers Mk E typ B, z tego 4 wyposażone w radio (wbrew niektórym publikacjom, nie były to czołgi Mk F, a nawet nie miały zmodyfikowanych kadłubów). W składzie 1. i 2. Batalionu Pancernego czołgi te były intensywnie używane w walkach przeciwko wojskom japońskim w Szanghaju we wrześniu – listopadzie 1937, ponosząc spore straty na skutek słabego wyszkolenia żołnierzy. Reszta czołgów używana była także później, razem z czołgami T-26.

### Syjam
Syjam otrzymał 18 jednowieżowych czołgów Vickers Mk E typ B, z zamówionych 22. Czołgi te zostały zastosowane bojowo w wojnie francusko-tajlandzkiej o sporne prowincje Indochin (grudzień 1940 – 28 stycznia 1941).

### ZSRR
ZSRR był pierwszym nabywcą czołgów Vickers Mk E. Zakupił 28 maja 1930 roku 15 czołgów dwuwieżowych Vickers Mk E typ A oraz licencję na ich produkcję, które dostarczono do lipca 1931 roku. Decyzja o wdrożeniu czołgu do masowej produkcji zapadła 13 lutego 1931, a bodźcem dla niej były informacje wywiadowcze o zainteresowaniu Polski tym czołgiem. W ZSRR czołg Vickers wdrożono do produkcji jako czołg wsparcia piechoty, początkowo z niewielkimi jedynie zmianami, pod oznaczeniem T-26. W toku 10 lat produkcji wprowadzono liczne własne modyfikacje oryginalnego projektu (wieża z działkiem przeciwpancernym 45 mm, nieco pogrubiony do 15 mm pancerz), opracowano też kilka dział samobieżnych i pojazdów specjalnych, w tym licznych czołgów z miotaczem ognia. Do 1941 roku wyprodukowano aż około 12 000 czołgów rodziny T-26, które walczyły we wszystkich konfliktach zbrojnych prowadzonych przez ZSRR do 1945 roku.

### Bułgaria
Bułgaria zakupiła 8 jednowieżowych czołgów Vickers Mk E typ B na początku 1937. Zasiliły one sformowaną we wrześniu 1936 roku 2 Kompanię Czołgów (2 Tankova Rota), która do tej pory nie posiadała własnego sprzętu. W lutym 1939, 1 i 2 Kompania utworzyły Batalion Pancerny (Drużynę Pojazdów Pancernych – Drużina Bojni Koli). Później czołgi weszły w skład Pułku Pancernego. Po przeformowaniu pułku w Brygadę Pancerną czołgi nie weszły w skład nowej jednostki i służyły tylko do szkolenia. 3 czołgi zostały skreślone ze stanu w kwietniu 1945.

### Wielka Brytania
Wprawdzie armia brytyjska po próbach zrezygnowała z czołgu Vickers 6-ton, jednakże po wybuchu II wojny światowej rząd brytyjski zarekwirował 4 nie wysłane jeszcze czołgi, zamówione przez Syjam. Służyły one następnie aż do końca wojny do szkolenia (jeden z nich znajduje się obecnie w muzeum w Bovington).

### Boliwia
Boliwia była najmniejszym z aktywnych użytkowników czołgów Vickers Mk E, lecz boliwijskie Vickersy pierwsze zostały użyte w walce (był to zarazem pierwszy przypadek użycia czołgów na kontynencie amerykańskim). 12 października 1932 roku Boliwia zakupiła jeden czołg dwuwieżowy Mk E typ A i dwa czołgi jednowieżowe Mk E typ B. Zostały one w 1933 roku użyte w wojnie z Paragwajem o Gran Chaco (1932-1935), zwłaszcza w bitwie o Ayala 4-5 lipca 1933. W końcu, jeden czołg jednowieżowy oraz czołg dwuwieżowy zostały w grudniu 1933 zdobyte przez wojska Paragwaju, a trzeci zniszczony. Czołg jednowieżowy został później sprzedany w 1937 roku do republikańskiej Hiszpanii. Czołg dwuwieżowy został w 1994 zwrócony Boliwii.

### Grecja
Grecja zakupiła 20 listopada 1930 roku dwa czołgi: dwuwieżowy i jednowieżowy, używane prawdopodobnie tylko do prób.

### Hiszpania
W czasie wojny domowej w Hiszpanii uczestniczył tylko 1 czołg Vickers 6-Ton, zakupiony został przez rząd hiszpański w Boliwii i używały go wojska republikańskie.

### Portugalia
Portugalia zakupiła dwa czołgi: dwuwieżowy i jednowieżowy, używane do prób.

## Opis techniczny

### Uzbrojenie

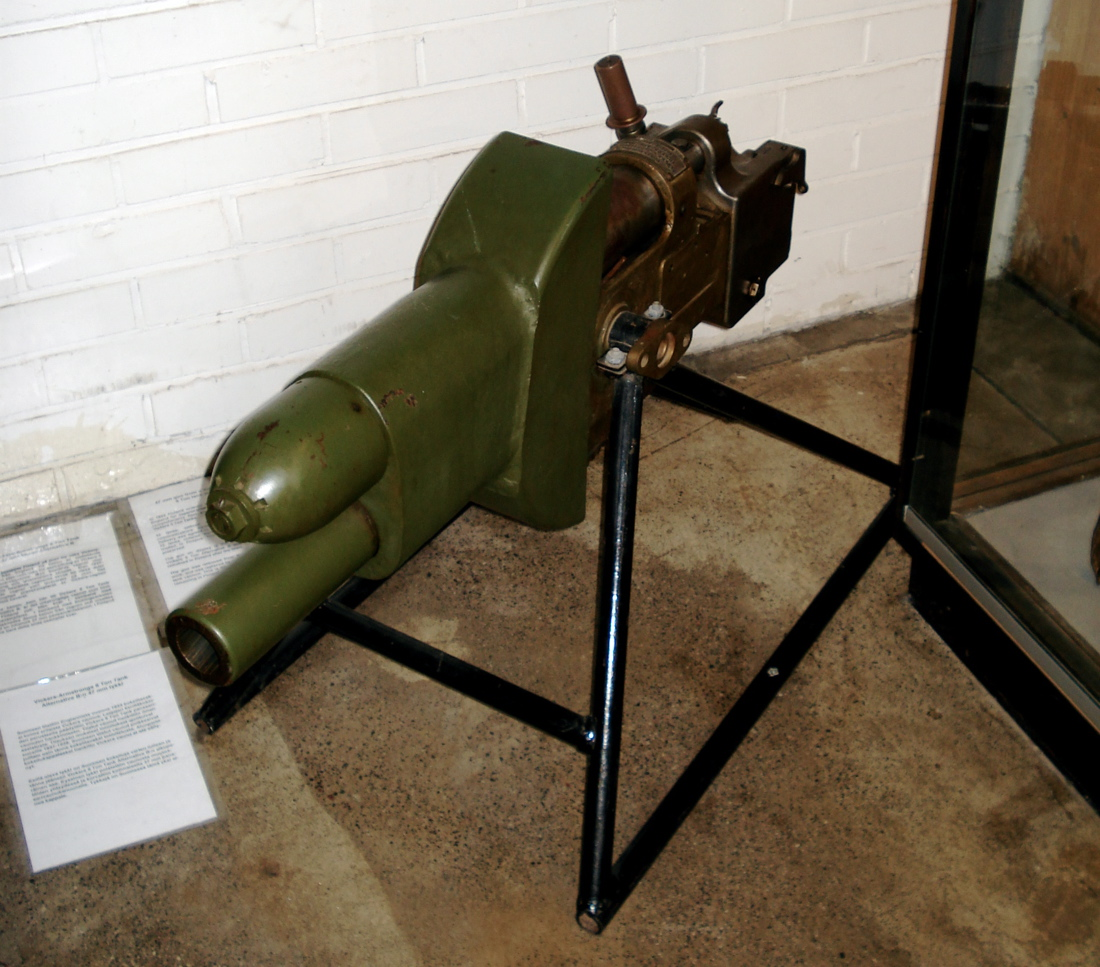
Działo 47 mm dla czołgu Vickers

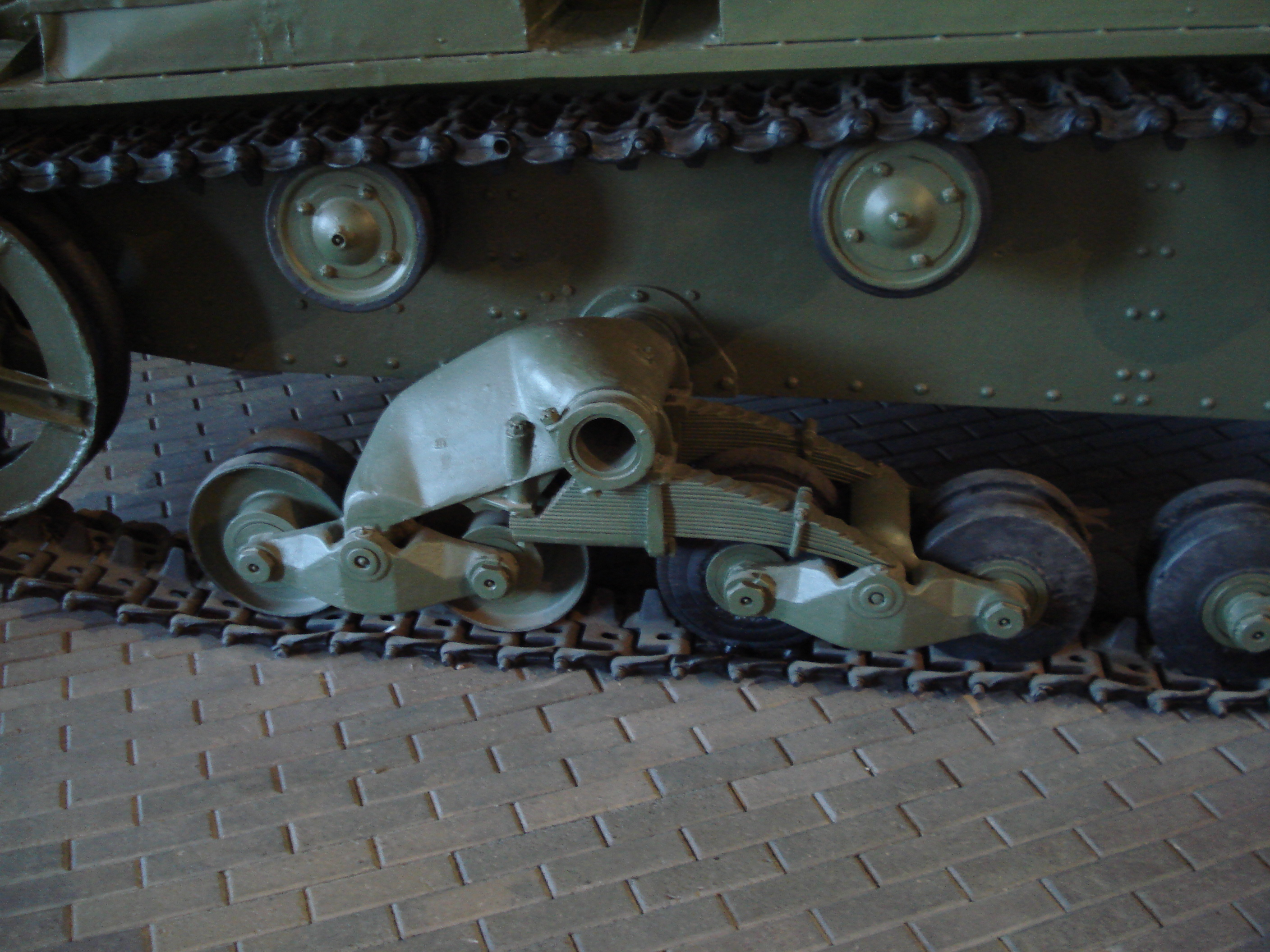
Szczegóły zawieszenia

Czołgi Mark E mogły różnić się uzbrojeniem w zależności od wymagań odbiorcy. Typowym uzbrojeniem wersji dwuwieżowej (typ A) były dwa karabiny maszynowe chłodzone wodą Vickers 7,7 mm, umieszczone w osobnych jednoosobowych wieżyczkach. W wersjach eksportowych stosowano różne modele karabinów maszynowych. Zasadniczym uzbrojeniem wersji jednowieżowej typ B było krótkolufowe działko czołgowe 47 mm Vickers QF sprzężone z chłodzonym wodą karabinem maszynowym Vickers 7,7 mm. Zapas amunicji do działka to 49 – 50 nabojów ppanc i burzących. Fińskie czołgi zostały uzbrojone w działka przeciwpancerne 37mm Bofors i karabin maszynowy. Polskie czołgi otrzymały standardowe karabiny maszynowe wz.30 7,92 mm.

### Opancerzenie
Pancerz czołgu zbudowany był z walcowanych płyt pancernych, łączonych nitami. Grubość: przód i boki kadłuba – 13 mm, tył kadłuba – 8 mm, wieża – 13 mm dookoła, góra i dno: 5 mm.

### Konstrukcja
Konstrukcja klasyczna, z przedziałem bojowym pośrodku kadłuba i napędowym za nim. Załoga składała się z trzech osób. Kierowca zajmował miejsce po prawej stronie przedziału bojowego, mając przed sobą otwierany luk. Ponad przedziałem bojowym znajdowały się dwie takie same małe walcowate wieżyczki (typ A) lub jedna duża stożkowa wieża (typ B). Czołgi typ B zasadniczej produkcji miały wieżę przesuniętą na lewo, czołgi późnej produkcji – wieżę przesuniętą na prawo i nieco do tyłu, za stanowisko kierowcy. Dowódca i strzelec mieli swoje stanowiska w wieży (lub w dwóch wieżach). Napęd: silnik gaźnikowy czterosuwowy Armstrong-Siddeley, 4 cylindrowy, rzędowy, leżący, chłodzony powietrzem, umieszczony z tyłu kadłuba w niskim przedziale silnikowym. Moc ok. 80 – 90 KM (rozbieżne dane). Zawieszenie składało się z ośmiu podwójnych kół po każdej stronie, zblokowanych po dwa koła w wózkach. Dwa wózki tworzyły jeden wspólny blok, osadzony wahliwie na osi i resorowany resorami płaskimi.

## Dane
W różnych publikacjach podawane są nieco różniące się dane
- Załoga: 3
- Masa: bojowa 7350 kg
- Długość: 456 cm, z błotnikami i tłumikiem 488 cm
- Szerokość: 241 cm
- Wysokość: 216 cm (dwuwieżowy – 208 cm)
- Prześwit: 38 cm
- Szerokość gąsienicy: 23 cm (lub 25,8 cm?)
- Rozstaw środków gąsienic: 229 cm
- Maksymalna prędkość po drodze: 35 km/h
- Zasięg po drodze / w terenie: 160 / 90 km
- Nacisk jednostkowy: 0,48 kg/cm²
- Zużycie paliwa (droga – teren): 110 – 200 litrów/100 km